# Ambassador City Jomtien
Ambassador City Jomtien là một khách sạn và trung tâm hội nghị lớn tại vịnh Jomtien, gần Pattaya, Thái Lan, với "hơn 4.000 phòng". Nằm cách Pattaya khoảng 8 km về phía nam, khuôn viên của công trình này rộng 40 mẫu Anh (160.000 m2) nhìn ra bãi biển và những ngọn núi gần đó. Công trình này bao gồm 5 tòa nhà, mỗi tòa nhà có từ 150 đến 2.000 dãy phòng. Có tám nhà hàng, một số quán bar và câu lạc bộ đêm, một trung tâm hội nghị, trung tâm thể thao và nơi được cho là bể bơi lớn nhất châu Á.
Ambassador City Jomtien đã đăng cai tổ chức Trại Họp bạn Hướng đạo Thế giới lần thứ 20 của Vương quốc Anh bao gồm 2.500 thanh niên trong độ tuổi từ 14 đến 18 và nhiều nhân viên hỗ trợ của họ tại trại họp bạn diễn ra tại Sattahip vào năm 2002/2003.

Khách sạn tọa lạc tại: 21/10 Sukhumvit Rd., Na Jomtien, Sattahip, Chonburi, 20250, Thái Lan.

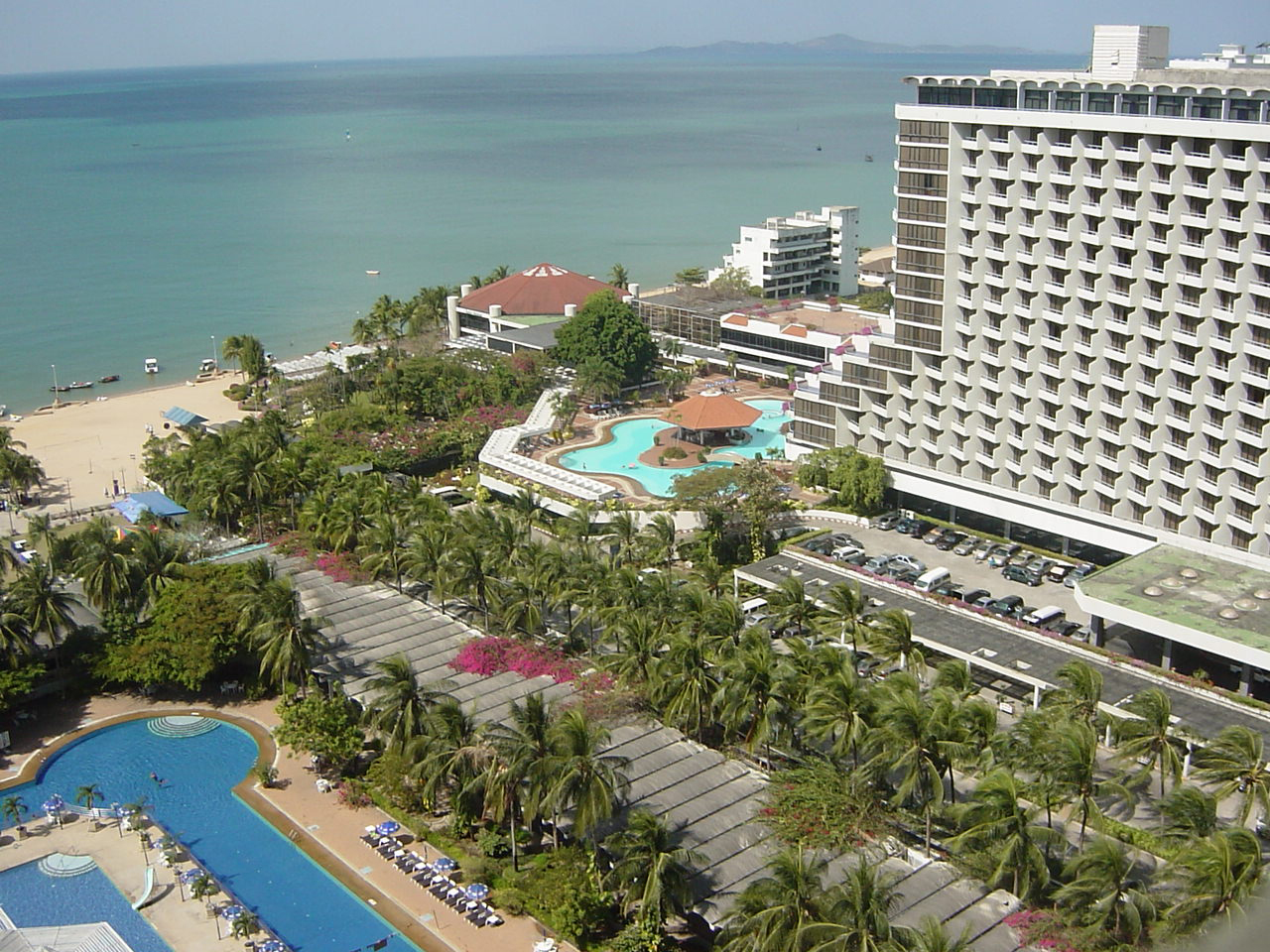
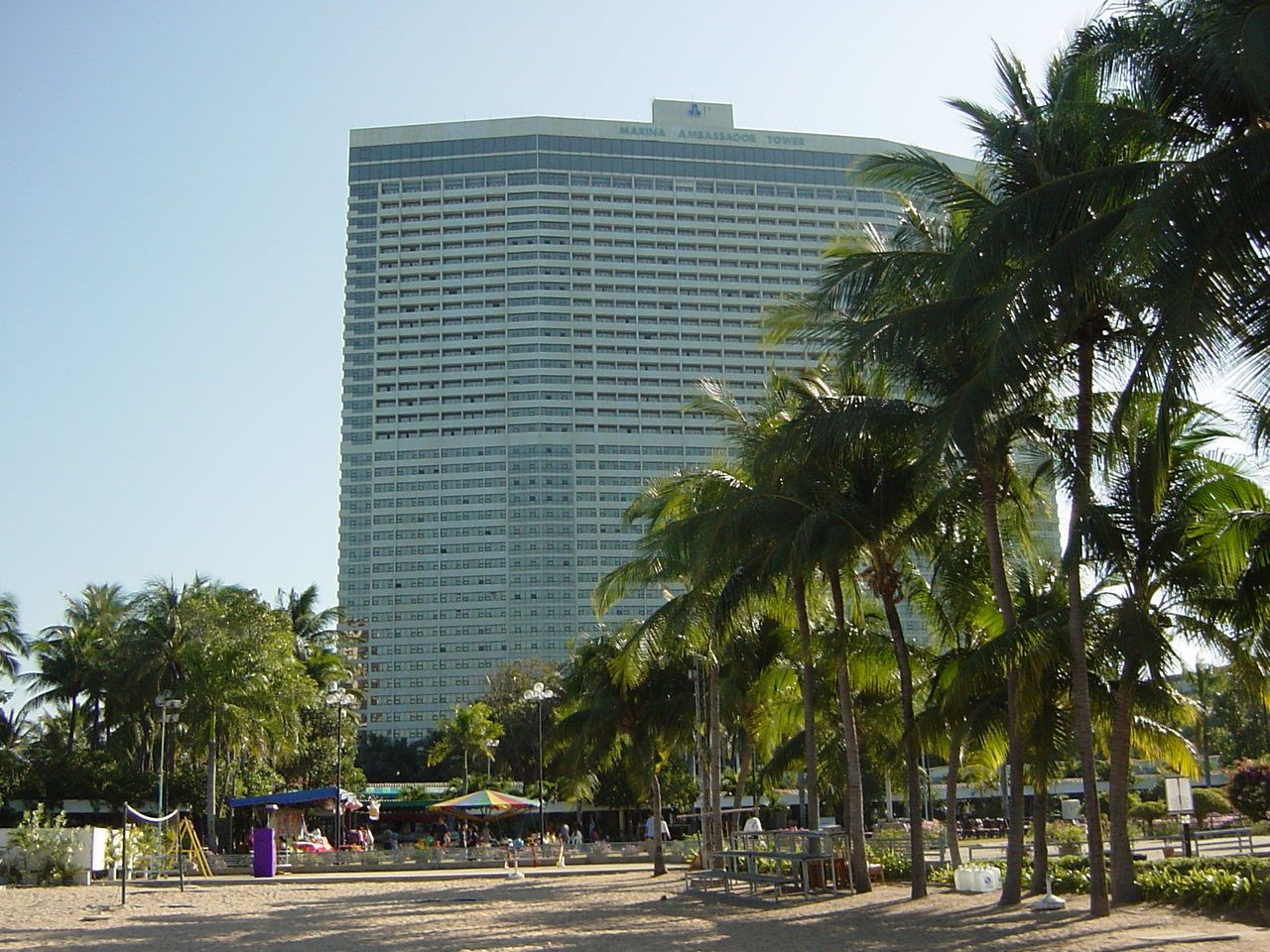
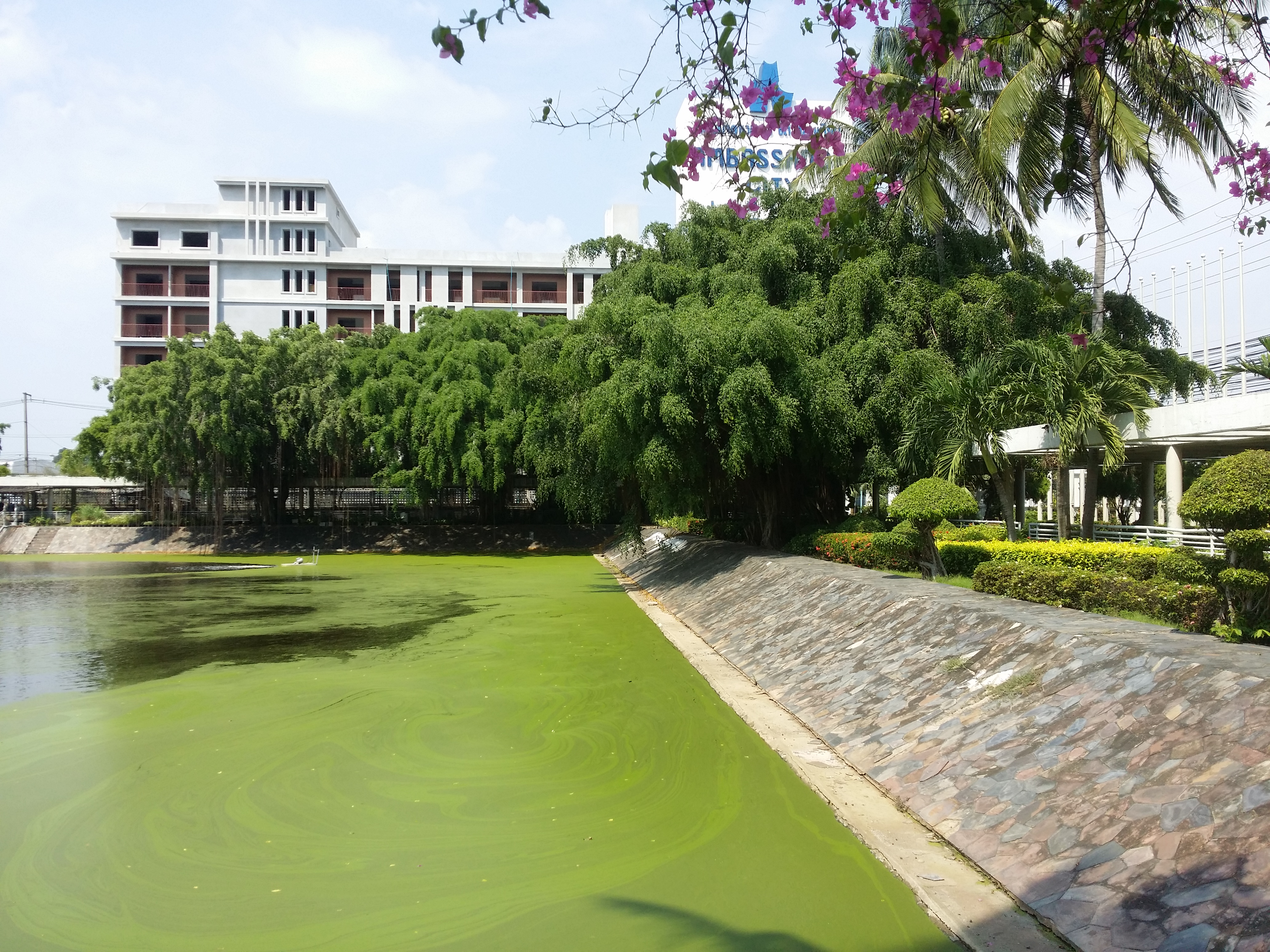